# Luis Ernesto Quesada Pérez
Pour les articles homonymes, voir Quesada.
Luis Ernesto Quesada Pérez est un joueur d'échecs cubain né le 4 janvier 1999, champion de Cuba en 2024 et grand maître international depuis 2018.
Au 1er février 2024, il est le quatrième joueur cubain avec un classement Elo de 2 560 points.

## Biographie et carrière
Luis Ernesto Quesada Pérez remporta l'open de MI de Prague en janvier 2020 avec 8,5 points sur 9,.
Il finit quatrième ex æquo du championnat cubain en février 2019, troisième en février 2020 et deuxième ex æquo  en février 2023,.
En mai 2023, il finit deuxième ex æquo du mémorial Capablanca à La Havane remporté par Jonas Bjerre.
En 2022, il participe à l'Olympiade de Chennai au troisième échiquier de l'équipe cubaine qui finit dix-neuvième de la compétition (et deuxième équipe des Amériques).
En 2023, il fut sélectionné par la fédération cubaine des échecs pour la Coupe du monde d'échecs 2023 à Bakou, où il fut éliminé au premier tour par Emre Can.
Il remporte le championnat de Cuba en février 2024 après des départages.